# Sahapur
Sahapur là một thị trấn thống kê (census town) của quận Haora thuộc bang Tây Bengal, Ấn Độ.

## Địa lý
Sahapur có vị trí 22°31′B 88°10′Đ / 22,52°B 88,17°Đ Nó có độ cao trung bình là 6 mét (19 feet).

## Nhân khẩu
Theo điều tra dân số năm 2001 của Ấn Độ, Sahapur có dân số 7533 người. Phái nam chiếm 51% tổng số dân và phái nữ chiếm 49%. Sahapur có tỷ lệ 66% biết đọc biết viết, cao hơn tỷ lệ trung bình toàn quốc là 59,5%: tỷ lệ cho phái nam là 72%, và tỷ lệ cho phái nữ là 60%. Tại Sahapur, 14% dân số nhỏ hơn 6 tuổi.